# パケットし放題
パケットし放題(パケットしほうだい)は、ソフトバンクモバイルがSoftBank 3Gで提供する、プライスキャップ制（＝上限付き従量制）のパケット定額制サービスである。

## 概要
パケットし放題
2006年10月26日に「ゴールドプラン」「オレンジプラン」「ブループラン」を提供開始した際に、これらの新プランで契約可能なパケット定額制サービスとして提供を開始した（旧プランでも契約可）。
パケット単価は0.084円(税込)/パケット、上限額は4,410円(税込)であり、以前より提供されていた「デュアルパケット定額」と比べるとパケット単価・上限額は値上がりし、SMSは定額の対象外となっている（詳細は後述）。しかし、下限額は1,029円(税込)となり21円(税込)下がった。
「PCサイトブラウザ」を使用した場合の上限額は5,985円(税込)、「PCサイトダイレクト」を使用した場合の上限額は9,800円(税込)である（2008年4月分より、10,290円(税込)から値下げ）。
パケットし放題S
2009年7月31日より提供開始。これは、2009年4月28日にNTTドコモの「パケ・ホーダイダブル」の下限額値下げに対抗し「パケットし放題2（仮称）」として7月より下限額490円(税込)で提供することが予告されていたものを、auの「ダブル定額スーパーライト」に対抗して下限額を390円(税込)に改めたものである。パケットし放題と比べると、下限額は下がっているもののパケット単価が0.105円(税込)/パケットに値上がりしている。
「ホワイトプラン」「ゴールドプラン」加入回線で契約すると、ソフトバンク同士のメールであっても通信料がかかっていたが、2011年3月利用分よりプランに従って無料になるように改定された。
パケットし放題 for スマートフォン
「パケット定額フル」（2008年7月11日提供開始）を2010年4月27日より名称変更したもの。パケットし放題と比べると、下限額・パケット単価は変わらないものの、「PCサイトブラウザ」「PCサイトダイレクト」使用の有無に関わらず上限額が5,985円(税込)となる。その名称の通り、XシリーズやiPhoneといったスマートフォンを利用する人向けである。
パケットし放題フラット
「ケータイWi-Fi専用パケット定額」を2010年4月27日より改定し、XシリーズやiPhoneでも利用可能にしたもの。「PCサイトブラウザ」「PCサイトダイレクト」使用時を除き、一律4,410円(税込)でパケットが使い放題となる。「ケータイWi-Fi」利用者は契約が必須である。2010年11月11日までに契約した場合、「PCサイトダイレクト」も4,410円(税込)で使い放題となる。
モバイルデータ通信は、パケットし放題、パケットし放題S、パケットし放題 for スマートフォン、パケットし放題フラットのすべてにおいて定額の対象外で、パケット単価の割引もない（料金プランにより定められたパケット単価が適用）。

## 料金
各種キャンペーンなどの適用により下限額や上限額は変わる場合がある。以下は通常時の料金。

### パケットし放題
- SoftBank 3G 及び iPhone
- 0～12,250パケット：一律1,029円(税込)
  - ダブルナンバーB回線の場合、0.084円(税込)/パケットの従量制（0パケット時0円）
- 12,250超～52,500パケット：0.084円(税込)/パケットの従量制
- 52,500パケット超：一律4,410円(税込)。これ以降は使い放題
  - 「PCサイトブラウザ」を使用した場合、上限は5,985円(税込)
  - 「PCサイトダイレクト」を使用した場合、上限は9,800円(税込)

### パケットし放題S
- Softbank 3G
- 0～3,720パケット：一律390円(税込)
- 3,720超～42,000パケット：0.105円(税込)/パケットの従量制
- 42,000パケット超：一律4,410円(税込)。これ以降は使い放題
  - 「PCサイトブラウザ」を使用した場合、上限は5,985円(税込)
  - 「PCサイトダイレクト」を使用した場合、上限は9,800円(税込)

#### パケットし放題S 4Gケータイ
- 4G携帯向けのプラン[2]。
- 月間500KBまで0円。請求上限額：4200円
- データ通信料金：0.005円／1KB[3]。

### パケットし放題フラット
- SoftBank3G 及び iPhone
- 一律4,410円(税込)で使い放題
  - 「PCサイトブラウザ」「PCサイトダイレクト」を使用した場合、52,500パケット超は0.084円(税込)/パケットの従量制で、上限は5,985円(税込)
  - 2010年11月11日までに契約した場合、「PCサイトダイレクト」も4,410円(税込)で使い放題

### パケットし放題MAX for スマートフォン
- Softbank スマートフォン 及び Softbank Xシリーズ
- 0～7,125,000パケット：一律3,985円(税込)
- 7,125,000超～7,148,800パケット：0.084円(税込)/パケットの従量制
- 7,148,800パケット超：一律5,985円(税込)。これ以降は使い放題
  - 「PCサイトブラウザ」「PCサイトダイレクト」使用の有無に関わらず同額
  - 他社を含めた2段階定額サービスと比べて下限での通信分が非常に多い。なお、2011年4月30日までで加入受付終了。

### パケットし放題S for スマートフォン
- Softbank スマートフォン 及び Softbank Xシリーズ
- 0～4,650パケット：一律390円(税込)
- 4,650超～71,250パケット：0.084円(税込)/パケットの従量制
- 71,250パケット超：一律5,985円(税込)。これ以降は使い放題
  - 「PCサイトブラウザ」「PCサイトダイレクト」使用の有無に関わらず同額

## 備考
上述のとおり、SMSは本割引サービスの対象外となる。SMSは1通3.15円とはいえ、日常的に利用すると無視できない金額となるため、無駄な課金を回避する手段として、「本サービス加入回線では、発信するメールはすべてS!メール（MMS）とする」という方法が挙げられる。
一部の機種ではメールの作成の際にSMS／MMSの自動判別を行う機能があるが、当該機種で電話番号を宛先としたメールを発信する場合、本文が短くかつ件名や添付ファイルがないとSMSとして発信されるおそれがある。1文字（1バイト）でも件名を入れればMMSとして発信され、この問題を回避できる。
ただし、ゴールドプランまたはホワイトプラン加入回線の場合は、ソフトバンク宛のSMSが無料であるため上記の回避手段の必要はない。